# Luperina aequalis
Luperina aequalis là một loài bướm đêm trong họ Noctuidae.